# Pietrzykowice (Kąty Wrocławskie)
Pietrzykowice (deutsch: Polnisch Peterwitz; 1937–1939 Peterwitz, 1939–1945 Petersweiler) ist ein Ort in der Stadt- und Landgemeinde Kąty Wrocławskie (Kanth) im Powiat Wrocławski der Woiwodschaft Niederschlesien in Polen.

## Lage
Nachbarorte sind Sadków (Groß Schottgau) und Rybnica (Reibnitz) im Westen, Baranowice (Bahra) im Süden, Smolec (Schmolz) im Norden, Jaszkotle (Jäschgüttel) im Osten.

## Geschichte

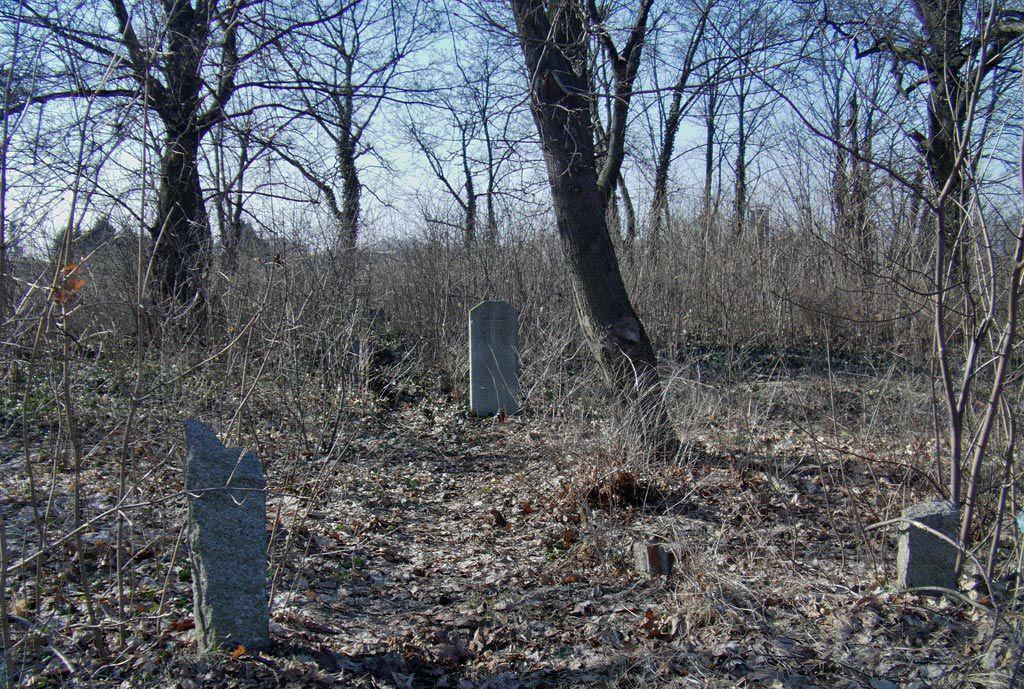
Ehemaliger evangelischer Friedhof

„Petricouiz“ wurde erstmals 1264 urkundlich erwähnt, und für das Jahr 1360 ist die Schreibweise „Petiwicz“ belegt. Es gehörte von Anfang an zum piastischen Herzogtum Breslau. Dessen Herzog Heinrich VI. übertrug sein Herzogtum 1327 als Lehen dem böhmischen König Johann von Luxemburg. Nach Heinrichs Tod 1335 fiel sein Herzogtum als erledigtes Lehen  an die Krone Böhmen.
Nach dem Ersten Schlesischen Krieg wurde Polnisch Peterwitz mit dem größten Teil Schlesiens 1741/42 von Preußen annektiert. Grundherren waren bis zur Säkularisation 1810 teilweise das Katharinenstift und das Klarenstift in Breslau, anschließend gelangte das ganze Dorf an das Breslauer königliche Rentamt. 1845 zählte Polnisch Peterwitz 28 Häuser, eine Freischoltisei, 213 Einwohner (78 katholisch und der Rest evangelisch), evangelische Kirche zu Domslau, katholische Kirche zu Jäschgüttel. Seit dem Übergang an Preußen gehörte Polnisch Peterwitz bis 1945 zum Landkreis Breslau. 1874 wurde die Landgemeinde Polnisch Peterwitz (die 1909 in Peterwitz umbenannt wurde) in den neu gebildeten Amtsbezirk Polnisch Peterwitz eingegliedert, der 1937 in Amtsbezirk Peterweiler umbenannt wurde. Seit 1939 war die amtliche Ortsbezeichnung 1939 Petersweiler. Als Folge des Zweiten Weltkriegs fiel Petersweiler 1945 an Polen und wurde in Pietrzykowice umbenannt. Die deutsche Bevölkerung wurde 1946/47 vertrieben. Die neu angesiedelten Bewohner waren zum Teil Vertriebene aus Ostpolen, das an die Sowjetunion gefallen war. 1975 bis 1998 gehörte Pietrzykowice zur Woiwodschaft Breslau.